# Rose Lavaud
Rose Lavaud, née le 6 avril 1992 à Tulle en Corrèze, est une footballeuse internationale française évoluant au poste d'attaquante ou milieu offensive au Dijon FCO en Division 1.
Rose LAVAUD est diplômée en masso kinésithérapie depuis 2015. Elle est spécialisée en kinésithérapie du sport depuis 2017. Elle s'occupe du suivi de sportifs et participe à leurs performances (Tony DUMAS vainqueur par ko en 2020 lors de son combat contre Lerissel).

## Biographie

### Carrière en club
Rose Lavaud commence le football à Uzerche puis à Tulle, elle est alors la seule fille de son équipe. Elle parvient pourtant à faire la différence.
À 14 ans, elle est propulsée avec les séniores de Limoges Landouge Foot en Division 3, où elle évolue pour la première fois dans une équipe féminine. Au terme de la saison, l'équipe est promue en D2. En 2009, elle rejoint RC Flacé Mâcon en D2. La saison suivante, joue à Toulouse et découvre la première division.
En 2011, elle rejoint l'AS Saint-Étienne et y passe six saisons, en D1. De 2017 à 2019, elle joue dans l'élite avec les Girondines de Bordeaux, en tant que footballeuse semi-professionnelle. Alors qu'elle avait seulement des primes de match à Saint-Étienne, elle profite d'un contrat fédéral à mi-temps aux Girondins. L'autre moitié du temps, elle est kinésithérapeute.
Lors de la saison 2018-2019, elle est déléguée club de l'UNFP au sein des Girondines de Bordeaux.
À l'été 2019, elle signe au Dijon FCO et a alors l'opportunité de vivre uniquement du football,.

### Carrière internationale
Rose Lavaud est championne d'Europe U19 en 2010 avec l'équipe de France, elle est notamment auteure de l'égalisation lors de la finale face à l'Angleterre. Elle est appelée pour la première fois par Philippe Bergeroo au sein de équipe de France A en novembre 2013, elle vit alors sa seule sélection en A, le 28 novembre contre la Bulgarie. De 2014 à 2017, elle est appelée régulièrement en équipe de France B et dispute trois fois l'Istria Cup.
Elle a également été internationale dans la sélection occitane féminine de football (non reconnue par la FIFA) et est finaliste de l'Europeada en 2016. Avec l'équipe de France universitaire, elle est devenue championne du monde universitaire en 2015.

## Palmarès

### En club
- Finaliste de la Coupe de France : 2013 (AS Saint-Étienne)
- Championne de France de Division 3 : 2008 (Limoges Landouge Foot)

### En sélection
Occitanie
- Vice-championne de l'Europeada en 2016 en Italie ; meilleure buteuse ex aequo (6 buts)

 France U19
- Championne d'Europe des moins de 19 ans en  2010 en Macédoine

 France U17
- Troisième du Championnat d'Europe des moins de 17 ans en  2009 en Suisse
- Vice-championne d'Europe des moins de 17 ans en  2008 en Suisse

## Statistiques
Le tableau suivant présente, pour chaque saison, le nombre de matchs joués et de buts marqués dans le championnat national et en Coupe de France.
| Saison                | Club                  | Championnat           | Championnat | Championnat | Coupe(s) nationale(s) | Coupe(s) nationale(s) | Total | Total |
| Saison                | Club                  | Division              | M.          | B.          | M.                    | B.                    | M.    | B.    |
| 2007-2008             | Limoges Landouge F    | Division 3            | 17          | 6           | 2                     | 2                     | 19    | 8     |
| 2008-2009             | Limoges Landouge F    | Division 2            | 15          | 6           | 1                     | 1                     | 16    | 7     |
| Sous-total            | Sous-total            | Sous-total            | 32          | 12          | 3                     | 3                     | 35    | 15    |
| 2009-2010             | RC Flacé Mâcon        | Division 2            | 19          | 6           | 1                     | 1                     | 20    | 7     |
| Sous-total            | Sous-total            | Sous-total            | 19          | 6           | 1                     | 1                     | 20    | 7     |
| 2010-2011             | Toulouse FC           | Division 1            | 21          | 2           | 2                     | 0                     | 23    | 2     |
| Sous-total            | Sous-total            | Sous-total            | 21          | 2           | 2                     | 0                     | 23    | 2     |
| 2011-2012             | AS Saint-Étienne      | Division 1            | 19          | 4           | 2                     | 0                     | 21    | 4     |
| 2012-2013             | AS Saint-Étienne      | Division 1            | 17          | 8           | 6                     | 8                     | 23    | 16    |
| 2013-2014             | AS Saint-Étienne      | Division 1            | 21          | 4           |                       |                       | 21    | 4     |
| 2014-2015             | AS Saint-Étienne      | Division 1            | 16          | 1           | 5                     | 0                     | 21    | 1     |
| 2015-2016             | AS Saint-Étienne      | Division 1            | 17          | 2           | 2                     | 0                     | 19    | 2     |
| 2016-2017             | AS Saint-Étienne      | Division 1            | 17          | 1           | 2                     | 2                     | 19    | 3     |
| Sous-total            | Sous-total            | Sous-total            | 107         | 20          | 17                    | 10                    | 124   | 30    |
| 2017-2018             | Girondins de Bordeaux | Division 1            | 20          | 0           | 1                     | 0                     | 21    | 0     |
| 2018-2019             | Girondins de Bordeaux | Division 1            | 20          | 2           | 1                     | 0                     | 21    | 2     |
| Sous-total            | Sous-total            | Sous-total            | 40          | 2           | 2                     | 0                     | 42    | 2     |
| 2019-2020             | Dijon FCO             | Division 1            | 15          | 2           | 3                     | 1                     | 18    | 3     |
| 2020-2021             | Dijon FCO             | Division 1            | .           | .           | .                     | .                     | 0     | 0     |
| Sous-total            | Sous-total            | Sous-total            | 15          | 2           | 3                     | 1                     | 18    | 3     |
| Total sur la carrière | Total sur la carrière | Total sur la carrière | 234         | 44          | 28                    | 15                    | 262   | 59    |